# Mathématiques élémentaires
 (juin 2024).

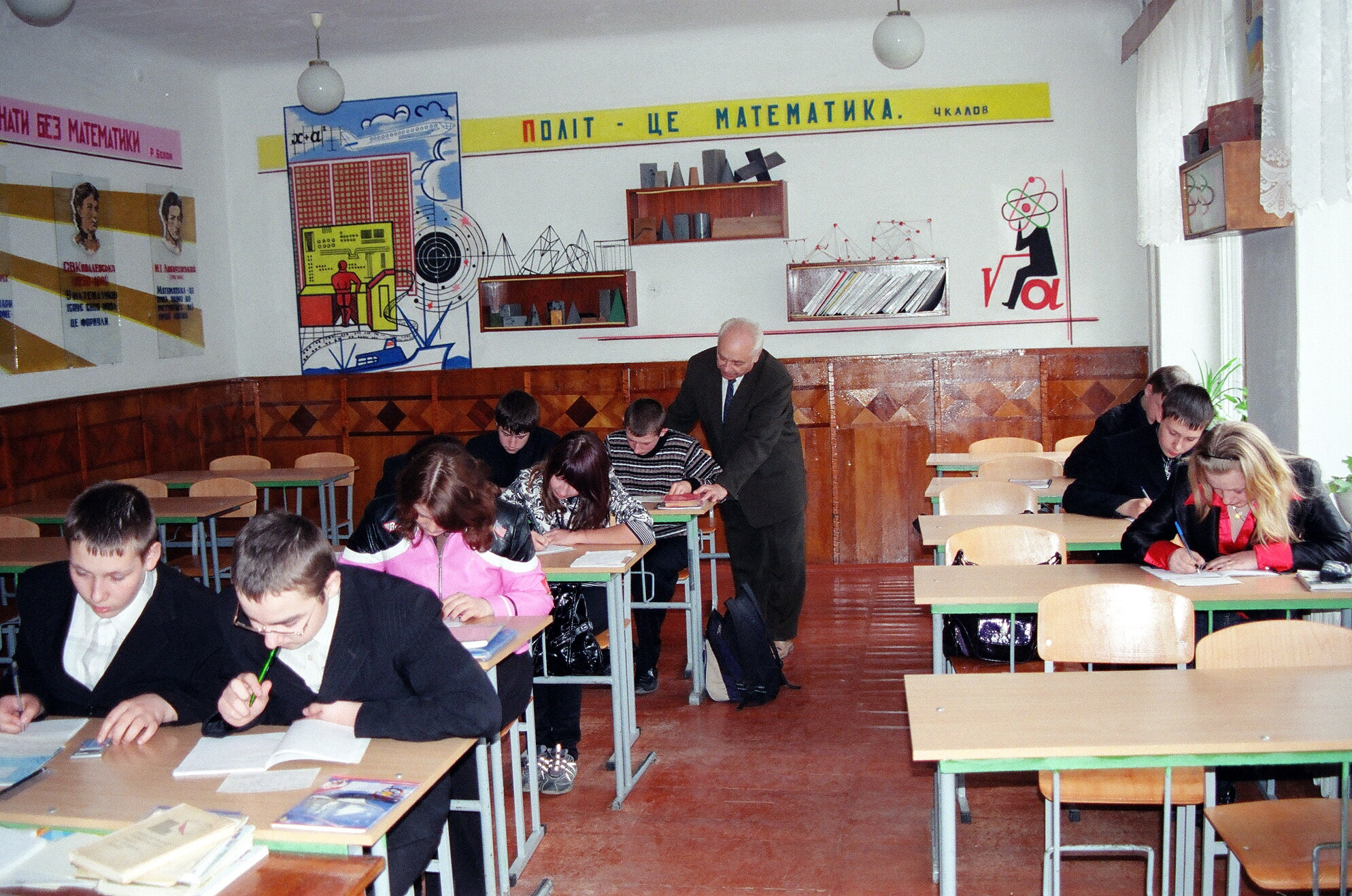
Classe de mathématiques en Russie actuelle.

Les mathématiques élémentaires regroupent des notions et techniques mathématiques abordées dans l'enseignement scolaire primaire et secondaire.

## Corpus
L'expression est citée par Michelet en 1820.
Le terme s'entend aujourd'hui comme une catégorie didactique, connotée par les divers sens de l'adjectif « élémentaire », en particulier l'acquisition des rudiments et l'idée de simplicité.
Le détail des savoirs qui constituent les mathématiques élémentaires varie donc d'un pays à l'autre et fluctue aussi au gré des réformes. En France en 2011, il peut se résumer à quelques branches non disjointes :
- l'arithmétique des entiers naturels et la manipulation des fractions, des nombres décimaux et réels voire complexes ;
- la géométrie classique dans le plan et dans l'espace à trois dimensions, poursuivie par le calcul vectoriel et la géométrie analytique ;
- l'algèbre élémentaire avec le calcul littéral et le traitement de certaines équations polynomiales de faible degré ;
- l'algorithmique des structures de contrôle ;
- la pratique du raisonnement et de la déduction logique ;
- l'analyse des fonctions dérivables d'une variable réelle et l'étude des suites ;
- la gestion de tableaux de données numériques et les statistiques ;
- les probabilités sur ensemble fini ou de loi continue et l'échantillonnage.
- La géométrie fractale élémentaire.

## Classe terminale scientifique des lycées français
Le terme de « mathématiques élémentaires » a désigné historiquement la classe terminale du lycée français préparant au baccalauréat scientifique, notamment après la réforme de 1902. Selon les articles « Mathématiques » et « Spéciale » du Littré, la classe de mathématiques élémentaires, ou maths élém, comprenait l'arithmétique et les éléments de géométrie et préparait à la classe de mathématiques spéciales, où l'on étudiait la haute algèbre et l'application de l'algèbre à la géométrie. 
Les mathématiques élémentaires se démarquent ainsi des mathématiques de l'enseignement supérieur et notamment, en France, des anciennes classes de mathématiques supérieures et spéciales des lycées et des certificats de mathématiques générales des facultés des sciences.